# Guglielmo di Werle
Guglielmo di Werle (XIV secolo – Güstrow, 8 settembre 1436) è stato un principe di Meclemburgo e signore di Werle-Güstrow. Fu l'ultimo signore di Werle.

## Biografia
Guglielmo era il figlio più giovane di Lorenzo di Werle.
Alla morte del padre, nel 1393, il governo del ramo Werle-Güstrow della signoria di Werle fu preso dal fratello maggiore Baldassarre e lui fu associato al governo alla sua maggiore età nel 1401 e governò insieme a Baldassarre e al secondo fratello Giovanni. Giovanni mori nel 1414 e Baldassarre nel 1421, pertanto da allora Guglielmo regnò da solo.
Nel 1425, quando Cristoforo di Werle, signore del ramo Werle-Waren, morì senza figli, egli divenne signore di tutta Werle. Da allora egli prese il titolo di Fürst zu Wenden, Herr zu Güstrow, Waren und Werle.
Guglielmo si sposò una prima volta nel 1422 con Anna di Anhalt (figlia di Alberto IV, principe di Anhalt-Köthen), che morì nel 1426. Poi sposò Sofia di Pomerania, sorella del duca Barnim VIII di Pomerania. Con lei ebbe una figlia, Catherine of Werle.
Guglielmo morì il 7 settembre 1436. Siccome non aveva figli maschi la Signoria di Werle rientrò nei possedimenti del Meclemburgo che alla data era tenuto da Enrico IV.

## Ascendenza
|                                      |                                         |                                   | Genitori                                |  |  | Nonni |  |  | Bisnonni                              |  |  | Trisnonni                    |  |
|                                      |                                         |                                   |                                         |  |  |       |  |  | Giovanni II, signore di Werle-Güstrow |  |  | Giovanni I, signore di Werle |  |
|                                      |                                         |                                   |                                         |  |  |       |  |  | Giovanni II, signore di Werle-Güstrow |  |  | Giovanni I, signore di Werle |  |
|                                      |                                         | Sofia di Lindow-Ruppin            |                                         |  |  |       |  |  | Giovanni II, signore di Werle-Güstrow |  |  |                              |  |
| Nicola III, signore di Werle-Güstrow |                                         |                                   |                                         |  |  |       |  |  | Giovanni II, signore di Werle-Güstrow |  |  |                              |  |
|                                      |                                         | Matilde di Brunswick-Grubenhagen  | Enrico I, duca di Brunswick-Grubenhagen |  |  |       |  |  |                                       |  |  |                              |  |
|                                      |                                         | Matilde di Brunswick-Grubenhagen  | Enrico I, duca di Brunswick-Grubenhagen |  |  |       |  |  |                                       |  |  |                              |  |
|                                      |                                         | Matilde di Brunswick-Grubenhagen  | Elisabetta di Brunswick-Göttingen       |  |  |       |  |  |                                       |  |  |                              |  |
| Lorenzo, signore di Werle-Güstrow    |                                         | Matilde di Brunswick-Grubenhagen  |                                         |  |  |       |  |  |                                       |  |  |                              |  |
|                                      |                                         | Enrico II, signore di Meclemburgo | Enrico I, signore di Meclemburgo        |  |  |       |  |  |                                       |  |  |                              |  |
|                                      |                                         | Enrico II, signore di Meclemburgo | Enrico I, signore di Meclemburgo        |  |  |       |  |  |                                       |  |  |                              |  |
|                                      |                                         | Enrico II, signore di Meclemburgo | Anastasia di Pomerania-Stettino         |  |  |       |  |  |                                       |  |  |                              |  |
| Agnese di Meclemburgo                |                                         | Enrico II, signore di Meclemburgo |                                         |  |  |       |  |  |                                       |  |  |                              |  |
|                                      |                                         | Anna di Sassonia-Wittenberg       | Alberto II, duca di Sassonia-Wittenberg |  |  |       |  |  |                                       |  |  |                              |  |
|                                      |                                         | Anna di Sassonia-Wittenberg       | Alberto II, duca di Sassonia-Wittenberg |  |  |       |  |  |                                       |  |  |                              |  |
|                                      |                                         | Anna di Sassonia-Wittenberg       | Agnese d'Asburgo                        |  |  |       |  |  |                                       |  |  |                              |  |
| Guglielmo, signore di Werle-Güstrow  |                                         | Anna di Sassonia-Wittenberg       |                                         |  |  |       |  |  |                                       |  |  |                              |  |
|                                      | Giovanni III, signore di Werle-Goldberg | Nicola II, signore di Werle       |                                         |  |  |       |  |  |                                       |  |  |                              |  |
|                                      | Giovanni III, signore di Werle-Goldberg | Nicola II, signore di Werle       |                                         |  |  |       |  |  |                                       |  |  |                              |  |
|                                      | Giovanni III, signore di Werle-Goldberg | Richenza di Danimarca             |                                         |  |  |       |  |  |                                       |  |  |                              |  |
| Nicola IV, signore di Werle-Goldberg | Giovanni III, signore di Werle-Goldberg |                                   |                                         |  |  |       |  |  |                                       |  |  |                              |  |
|                                      |                                         | Matilde di Pomerania-Stettino     | Ottone I, duca di Pomerania-Stettino    |  |  |       |  |  |                                       |  |  |                              |  |
|                                      |                                         | Matilde di Pomerania-Stettino     | Ottone I, duca di Pomerania-Stettino    |  |  |       |  |  |                                       |  |  |                              |  |
|                                      |                                         | Matilde di Pomerania-Stettino     | Caterina di Holstein-Plön               |  |  |       |  |  |                                       |  |  |                              |  |
| Matilde di Werle-Goldberg            |                                         | Matilde di Pomerania-Stettino     |                                         |  |  |       |  |  |                                       |  |  |                              |  |
|                                      |                                         | Ulrico II, conte di Lindow-Ruppin | Ulrico I, conte di Lindow-Ruppin        |  |  |       |  |  |                                       |  |  |                              |  |
|                                      |                                         | Ulrico II, conte di Lindow-Ruppin | Ulrico I, conte di Lindow-Ruppin        |  |  |       |  |  |                                       |  |  |                              |  |
|                                      |                                         | Ulrico II, conte di Lindow-Ruppin | Adelaide di Schladen                    |  |  |       |  |  |                                       |  |  |                              |  |
| Agnese di Lindow-Ruppin              |                                         | Ulrico II, conte di Lindow-Ruppin |                                         |  |  |       |  |  |                                       |  |  |                              |  |
|                                      |                                         | Agnese di Anhalt-Zerbst           | Alberto I, principe di Anhalt-Zerbst    |  |  |       |  |  |                                       |  |  |                              |  |
|                                      |                                         | Agnese di Anhalt-Zerbst           | Alberto I, principe di Anhalt-Zerbst    |  |  |       |  |  |                                       |  |  |                              |  |
|                                      |                                         | Agnese di Anhalt-Zerbst           | Agnese di Brandeburgo-Stendal           |  |  |       |  |  |                                       |  |  |                              |  |
|                                      |                                         | Agnese di Anhalt-Zerbst           |                                         |  |  |       |  |  |                                       |  |  |                              |  |